# 佐賀市警察
佐賀市警察（さがしけいさつ）は、かつて存在した佐賀県佐賀市の自治体警察。

## 概要
従来の佐賀県警察部が解体され、1948年（昭和23年）3月7日に佐賀市警察署が設置された。
1954年（昭和29年）に新警察法が公布された。これにより国家地方警察と自治体警察が廃止され、新たに都道府県警察として佐賀県警察本部が発足。佐賀市警察も佐賀県警察に統合され、姿を消した。